# Schlotheimia robusta
Schlotheimia robusta là một loài Rêu trong họ Orthotrichaceae. Loài này được Thér. miêu tả khoa học đầu tiên năm 1930.